# OpenOrienteering Mapper
OpenOrienteering Mapper — вільна крос-платформова програма створена в рамках проекту OpenOrienteering для редагування та підготовки до професійного друку спортивних карт; за функціональністю схожа на ГІС OCAD, Merkaartor, JOSM, QGIS, видавничі системи і векторні редактори Adobe Illustrator, Scribus, CorelDraw, sK1 та Inkscape.

## Історія
В секторі ПЗ для створення спортивних карт майже монопольне положення, починаючи з 1980-х років і до останнього часу займала комерційна пропрієтарна ГІС . Впродовж років кількість користувачів демоверсії OCAD 8, що були незадоволені високою вартістю останньої й занадто складним інтерфейсом при відсутності підтримки ОС Linux і Mac OS X, через що виникала потреба в альтернативних рішеннях. Хоча вже й були спроби розробки спеціальних додатків для створення спортивних карт придатних для друку в інших вільних програмах, наприклад в растрових чи векторних редакторах, та вони не могли конкурувати навіть з останньою безкоштовною версією OCAD 6, що вже застаріла на той час. Нижче наведено перелік проектів, які в той чи інший спосіб намагалися заповнити нішу в сфері картографічного ПЗ для спортивних карт:
- Додатки для Mapnik:
  - у 2009 році Oliver O`Brien запустив картографічний онлайн-сервіс OpenOrienteringMap (OOMap), створений на базі даних OpenStreetMap та власного стилю рендерингу[8], що надає цим даним вигляд близький до спортивної карти і має можливість експортувати обрану ділянку в PDF[9].
- Додатки для Inkscape:
  - У 2010 році Jon Eaton створив додаток O-scape для вільного векторного редактора Inkscape.[10]
- Додатки для Osmarender:
  - На початку 2011 року створив власний додаток COMO для Osmarender для рендерингу OSM у стилі IOF ISOM.[11]
- Додатки для JOSM:
  - У 2011 році Kai Pastor створив додаток The Print Plugin для JOSM для забезпечення можливості друку карт OSM згідно користувацького стилю без неохідності застосування сторонніх механізмів рендерингу.[12]
- Додатки для Maperitive:
  - Наприкінці 2011 року Jens Kastensson адаптував налаштування безкоштовної програми Maperitive для рендерингу даних OSM локально в стилі та кольорах відповідно до стилю спортивної карти [13]
  - 2014 Hadrien Devillopoix створив для Maperitive стиль рендерингу наближений до стандарту ISMTBOM2012 [14]

Незважаючи на це, все ж якісного результату необхідного для відповідності міжнародному стандарту IOF ISOM вони не давали, тому потреба в інструменті такого роду залишалась.
У 2012 році німецький програміст Thomas Shöps започаткував проект OpenOreienteering з метою створення вільного програмного інструменту для спортивних карт, як альтернативи OCAD 8. У тому ж році до нього долучилися програмісти Kai Pastor та Peter Curtis, а також кілька бажаючих  допомогти в тестуванні та перекладі інтерфейсу іншими мовами. Так утворилась команда розробників проекту OpenOrienteering, яка збільшилась спочатку до 7-х а згодом до 15-и учасників.
Основний репозиторій від початку заснування проекту знаходився за адресою sourceforge.net/p/oorienteering/. 
У червні 2015, у зв'язку з проблемами роботи та політикою керівництва хостингу SourceForge, розробниками було вирішено перенести інфраструктуру проекту на хостинг GitHub.
Наразі основним розробником є Kai Pastor, котрий має досвід роботи в подібних проектах, зокрема бере участь у розробці JOSM та Scribus.
Станом на 1 квітня 2016 року OpenOrienteering Development Team нараховувала щонайменше 28 учасників.

### Презентації на конференціях під егідою IOF
International Conference on Orienteering Mapping (ICOM) - найбільша конференція що організовується IOF раз на кілька років, котра присвячена обговоренню спортивних карт та всього того, що безпосередньо пов'язане з процесом їх створення.
13 липня 2012 року вперше публічно презентовано на 15-й Міжнародній Конференції з Картографування для Орієнтування (ICOM'15), що проходила в м.Лозанна (Швейцарія).
20 липня 2012 року презентовано на 1-й зустрічі "Технології в Орієнтуванні" під егідою IOF IT Commission (IOF ITC Meeting) в рамках ICOM'15.
10 липня 2014 року презентовано (та плани розвитку програми до версії 1.0) на 2-й зустрічі "Технології в Орієнтуванні", що проходила в рамках 16-ї Міжнародної Конференції з Картографування для Орієнтування (ICOM'16) в місті Лавароне (Італія).

## Версія для мобільних пристроїв з сенсорним вводом
Вперше про необхідність створення мобільної версії OpenOrienteering Mapper заговорили в листопаді 2012 року . В першу чергу запропонували портувати для мобільних пристроїв під управлінням Android, для чого необхідно було додати можливість роботи на пристроях з сенсорним вводом.
2 квітня 2014 року було презентовано першу тестову збірку застосунку для Android.

## Набори умовних знаків карт
Для OpenOrienteering Mapper вже створено кілька наборів умовних знаків, що відповідають наступним стандартам:
- Міжнародна Специфікація Спортивних Карт (ISOM):
  - ISSOM (1:5000, 1:4000)
  - ISOM2000 (1:15000, 1:10000)
  - ISOM2017, екс'ISOM201X (1:15000, 1:10000)[29]
  - ISSkiOM (1:15000, 1:10000,1:5000)
  - ISMTBOM (1:20000, 1:10000, 1:7500)[30]
- Знаки з урахуванням особливостей стандартів окремих Федерацій Спортивного Орієнтування (ФСО):
  - ФСО Чехії [31]
  - ФСО України[32]
  - ФСО Фінляндії
- Умовні знаки дистанцій та легенд КП (ISCD):
  - ISCD2004[33]
  - ISCD2018[34] (в розробці)

## Використання сторонніх програмних бібліотек
На цьому етапі розробки проекту використовуються різні сторонні програмні бібліотеки для деяких функцій програми:
- PROJ.4 — для геоприв'язки координат.
- Clipper Library — для операцій з полігонами.
- Zlib — для роботи зі стисненими форматами.
- Qt — для графічного інтерфесу та кросплатформенності.
- GDAL — для імпорту різних графічних та картографічних форматів файлів; у тестову версію імплементовано початкову підтримку цієї бібліотеки[35].

## Підтримувані формати файлів
Нижче наведено перелік форматів доступних у v0.8.20171022
Відкриття (для редагування)
- OpenOrienteering Mapper (*.omap *.xmap)
- файли карт OCAD до версії 12 включно (*.ocd)[36]
- Geospatial vector data (*.shp *.shx)
- OpenOrienteering Mapper pre-0.5 (*.omap)

Імпорт (вставка)
- Усі формати котрі можна відкрити
- GPS eXchange Format (*.gpx)
- AutoCAD DXF (*.dxf)
- OpenStreetMap Data XML (*.osm)

Збереження
- OpenOrienteering Mapper (*.omap *.xmap)
- OCAD version 8 (*.ocd)

Експорт
- Зображення (*.png *.bmp *.tif *.tiff *.jpg *.jpeg)
- Portable Document Format (*.pdf)

Підкладки
- Усі формати растрових зображень
- Scalable Vector Graphics (*.svg *.svgz)

Додатково
- Cross Reference Table (*.crt) - таблиці конвертації тегованих елементів та наборів символів.

### Формат карт OCAD
OCAD (*.ocd) — набір відкритих бінарних форматів файлів спортивних карт, специфікації яких опубліковані у вільний доступ компанією OCAD AG [Архівовано 19 лютого 2015 у Wayback Machine.]
- OCAD versions 6/7/8 File Format[38]
- OCAD versions 9 File Format[39]
- OCAD version 10 File Format[40]
- OCAD version 11 File Format[41]
- OCAD version 12 File Format[42]

Однією з основних цілей проекту була підтримка формату файлів ГІС OCAD version 8, як найбільш поширеного формату для спортивних карт, що офіційно використовуються Міжнародною Федерацією зі Спортивного Орієнтування (IOF).

### Формат карт OMAP
В ході розробки також створили власний формат OMAP, що деякою мірою схожий з форматами OSM XML (розробленим проектом OpenStreetMap) та SVG , але повністю відповідає API OpenOrienteerin Mapper.
Існує кілька варіантів цього формату:
- *.omap — мінімальний варіант, де відсутнє форматування коду XML (однорядковий).
- *.xmap — повний варіант з відформатованим кодом XML для кращої читабельності програмістом.

Також до версії програми 0.5.0 включно існував бінарний варіант формату OMAP, та згодом від нього відмовились, хоча можливість відкрити його у новіших версіях все ще присутня, але розробники рекомендують конвертувати існуючі карти в бінарному форматі в XML-подібні, шляхом перезбереження.

### Формат карт OSM
Починаючи з OpenOrienteering Mapper v0.7.0 підтримка формату OSM значно покращилася. В самому інтерфейсі програми з'явилися інструменти для роботи з тегами об'єктів (для додавання, редагування тегів виділених об'єктів або ж для виділення об'єктів з використанням фільтрами вибору різних комбінацій тегів та відповідних значень). Це надає можливість додавати необмежену кількість тегів до будь-якого елементу карти, подібно до того, як це реалізовано в ГІС JOSM та Merkaartor.
У версіях гілки v0.8.x додано можливість автоматичного присвоєння умовних знаків об'єктам з тегами OSM (або з будь-якими іншими тегами) за допомогою правил у форматі файлів CRT (звичайні текстові файли з подібною до CSV структурою розмітки).

## Позиціонування
OpenOrienteering Mapper позиціонується як комплексний картографічний видавничий WYSIWYG-редактор спортивних карт з повноцінною підтримкою форматів OCAD та GPX, стандартів IOF ISOM, кольорової моделі CMYK та керування кольором для професійного друку чи експорту в PDF; реалізація складних художньо-ілюстративних функцій не є пріоритетною задачею для розробників.

## Функціонал
Знаки
- Точкові
- Лінійні (прямі та криві Без’є)
- Площинні
- Текстові
- Комбіновані

Кольори
- CMYK
- Плашкові (спеціальні)
- RGB

Геоприв’язка, системи координат та картографічні проєкції
- Локальні координати (як виглядали б на папері)
- UTM
- Проєкція Гауса-Крюгера, датум Потсдам
- Географічні координати, датум WGS84
- за кодом EPSG
- PROJ.4 вручну

## Програми проекту OpenOrienteering
Однією з головних цілей проекту OpenOrienteering є створення комплексу вільних програмних засобів для організації змагань зі спортивного орієнтування.
1. Mapper — програма для створення спортивних карт.
2. CupCalculator — програма для організації та проведення змагань зі спортивного орієнтування.
3. Contour Trace — програма для векторизації відсканованих карт для отримання контурів із допомогою програмної бібліотеки AutoTracer.
4. Laserscan tool — програма для обробки результатів LIDAR-сканування поверхні рельєфу.
5. Betting — CMS на базі PHP та MySQL для візуалізації турнірних таблиць базуючись на даних експортованих з програм SportSoftware.

## Застосування
Офіційно програмою вже користуються такі організаці:
- Міжнародна Федерація зі спортивного орієнтування (IOF) включила OpenOrienteering Mapper в список рекомендованого ПЗ для картографування.[44]

- Асоціація спортивного орієнтування Західної Австралії (OAWA), що входить до складу ФСО Австралії, рекомендує OpenOrienteering Mapper для використання на заняттях зі спортивного орієнтування в школах.[45]

- На сайті Асоціації спортивного орієнтування Мурманської області Російської Федерацій створено окрему сторінку з матеріалами про те як використовувати OpenOrienteeing Mapper.[46]

- На сайті Cascade Orienteering Club (COC) існує окрема сторінка з інструкціями щодо створення спортивних карт з допомогою OpenOrienteering Mapper.[47]

- Oxford University Orienteering Club рекомендує використовувати OpenOrienteering Mapper своїм учасникам[48].

- North Eastern Ohio Orienteering Club включив OpenOrienteering Mapper до списку рекомендованого програмного забезпечення для спортивного орієнтування.[49]

- 24 квітня 2014 року замітку "Open Orienteering Mapper for Android" було опубліковано у віснику "The West Midlander.Spring 2014", видавцями якого є Асоціація спортивного орієнтування Західного Мідленду (WMOA).[50]

- 16-17 січня 2015 року програма OpenOrienteering Mapper була використана в ході роботи Міжнародної Комісії по спортивним картам (IOF MC) у м.Франкфурт (Німеччина), під час розробки та вдосконалення стандартів у картографуванні спортивних карт та специфікацій ISOM.[51]

- В квітні 2015 року у Хорватії за допомогою OpenOrienteering Mapper було створено спортивні карти міста Бузет (картографи: Dražen Tutić, Matjaž Štanfel) для міжнародного турніру "BUZET SPRINT ORIENTEERING 2015" котрий був частиною 11th Conference of Cartography and Geoinformation. Змагання з застосуванням цих карт відбулися 9 травня 2015 року в присутності консула IOF Lásló Zentai.[52]
- 15 вересня 2022 року шведська газета «Västerbottningen» опубліковала інтерв'ю зі шведським картографом, зокрема і фото процесу картографування за допомогою мобільного застосунку OpenOrienteering Mapper.[53][54][55]

### OpenOrienteering Mapper в Україні
OpenOrienteering Ukraine - це команда перекладачів та спільнота користувачів OpenOrienteering Mapper в Україні.
Українці беруть участь в розробці цієї програми майже з самого початку її створення і брали участь у підготовці перших публічніх презентацій програми.
Однією з перших мов Східної Європи, на яку було перекладено інтерфейс OpenOrienteering Mapper була українська.
|                                                                              | #foss_sea 2012 стартовал;) Первый доклад OpenOrienteering Mapper в Украине. |
| — Dmitry Spodarets, https://twitter.com/m31_rootua/status/246883047830593537 |                                                                             |

15 вересня 2012 року Mapper було вперше презентований в Україні на конференції розробників та користувачів вільного програмного забезпечення "FOSS-Sea-2012" (м.Одеса).
5 жовтня 2013 року Mapper було презентований на Міжнародній конференції розробників та користувачів вільного програмного забезпечення "OSDN-UA-2013" (м.Київ).
Станом на 2017 рік існує україномовний блог та спільнота в соціальній мережі Facebook, де публікуються та обговорюються актуальні новини проекту OpenOrienteering та інші питання картографування спортивних карт.